# Bad Manners (groupe)
Pour les articles homonymes, voir Bad Manners.
Bad Manners est un groupe britannique de ska mené par Buster Bloodvessel et formé en 1976 à Londres pendant la vague 2 tone alors que les membres étaient dans la même école. Aucun des membres du groupe n'a eu de formation musicale et ils n'étaient même pas capables de jouer d'un instrument. Ils furent très populaires à la fin des années 1970 et au début des années 1980, dans une période où de nombreux groupes similaires occupaient également les charts. 
Bad Manners est toujours en activité depuis leurs débuts. Ce groupe est l'un des plus anciens du circuit et l'un des fers de lance du ska moderne, entre 2-Tone et revival cuivré. Bad Manners est un groupe de skinheads anti-fascistes de la mouvance SHARP. Le groupe apparaît dans le documentaire de Daniel Schweizer, Skinhead Attitude, où son leader parle de l'origine du ska.

## Histoire

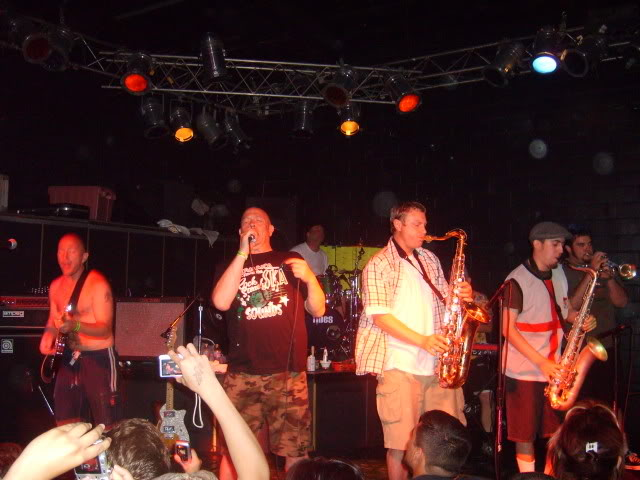
Bad Manners sur scène en 2007.

Mené par Buster Bloodvessel (né Douglas Trendle), le groupe est formé en 1976 alors que les membres sont ensemble à Woodberry Down Comprehensive School près de Manor House, au nord de Londres.
Parmi leurs succès des années 1980, on peut citer Nee Nee Na Na Na Nu Nu, My Girl Lollipop, Lip Up Fatty, Can Can, Special Brew, Walking in the Sunshine et That'll Do Nicely.
L'une des principales raisons de leur notoriété est leur frontman, Buster Bloodvessel, qui a la langue bien pendue et le crâne rasé. Ses exploits maniaques leur ont valu d'être bannis de l'émission Top of the Pops de la BBC britannique, pour avoir peint sa tête en rouge. Le groupe est également banni de la télévision italienne après que Buster Bloodvessel fait la cour à un public en direct à la télévision lors du festival de Sanremo en 1983, après avoir été informé que le pape regardait le concert à la télévision,.
En décembre 2012, le groupe sort son premier single en treize ans. « Le clip met en scène des fans de Bad Manners du monde entier, mais aucun des membres du groupe. La chanson fait allusion au pouvoir de Simon Cowell au sein de l'industrie musicale britannique ».
En 2016, Bad Manners effectue une tournée au Royaume-Uni pour célébrer son 40e anniversaire.
Le membre original Winston Bazoomies décède le 1er décembre 2022, à l'âge de 63 ans. Le groupe est toujours en tournée au Royaume-Uni en 2024. 

## Discographie

### Albums studio
- 1980 : Ska 'n' B
- 1980 : Loonee Tunes!
- 1981 : Gosh It's... Bad Manners
- 1982 : Forging Ahead
- 1985 : Mental Notes
- 1989 : Return of the Ugly
- 1992 : Fat Sound
- 1997 : Don't Knock the Baldhead!
- 2001 : Stupidity

### Singles
| Titre                              | Sortie         | UK Singles Chart[réf. nécessaire] | Semaines |
| ---------------------------------- | -------------- | --------------------------------- | -------- |
| Ne-Ne Na-Na Na-Na Nu-Nu            | Février 1980   | 28                                | 14       |
| Lip Up Fatty                       | Juin 1980      | 15                                | 14       |
| Special Brew                       | Septembre 1980 | 3                                 | 13       |
| Lorraine                           | Décembre 1980  | 21                                | 12       |
| Just A Feeling                     | Mars 1981      | 13                                | 9        |
| Can Can                            | Juin 1981      | 3                                 | 13       |
| Walking In The Sunshine            | Septembre 1981 | 10                                | 9        |
| The R'n'B Party Four (EP)          | Novembre 1981  | 34                                | 9        |
| Got No Brains                      | Mai 1982       | 44                                | 5        |
| My Girl Lollipop (My Boy Lollipop) | Juillet 1982   | 9                                 | 7        |
| Samson And Delilah                 | Octobre 1982   | 58                                | 3        |
| That'll Do Nicely                  | Avril 1983     | 49                                | 3        |
| Blue Summer                        | Août 1985      | –                                 | –        |
| What The Papers Say                | Décembre 1985  | –                                 | –        |
| Tossin' In My Sleep                | Mars 1986      | –                                 | –        |
| Skaville UK                        | Mai 1989       | –                                 | –        |
| Gonna Get Along Without You Now    | Juillet 1989   | –                                 | –        |
| Christmas Time Again               | Novembre 1989  | –                                 | –        |
| Fatty's Back in Town (EP)          | Septembre 1995 | –                                 | –        |
| Millennium Knees Up                | Décembre 1999  | –                                 | –        |

### Compilations et rééditions
- 1982 : Bad Manners (MCA)
- 1983 : Klass (MCA)
- 1983 : The Height of Bad Manners (Telstar Records)
- 1986 : Can Can (Hallmark Records)
- 1987 : Live And Loud (Link Records)
- 1991 : Return of The Ugly (Relativity)
- 1992 : Return of The Ugly (Elsoldun)
- 1993 : Fatty Fatty (Elsoldun)
- 1993 : Greatest Hits Live (Dojo Records)
- 1993 : Fat Sound (Triple X Records)
- 1993 : Inner London Violence Live (Lagoon Records)
- 1994 : Skinhead (Lagoon Records)
- 1995 : This Is Ska (Dojo Records)
- 1995 : Return of The Ugly (Dojo Records)
- 1995 : Forging Ahead (réédition CD / Epic Records)
- 1996 : Rare (T - Leaf Records)
- 1996 : Lip Up Fatty (Castle Records)
- 1997 : Can Can (Tin Box CD) (Harry May Records)
- 1997 : Anthology (FGL)
- 1997 : Don't Knock the Baldhead: Live (Receiver Records)
- 1998 : Return of The Ugly (Triple X)
- 1998 : Viva La Ska Revolution (Snapper)
- 1998 : The Collection (Cleopatra Records)
- 1999 : Mental Notes (réédition CD / Captain Mod)
- 1999 : This Is Ska ! (Moon Ska Europe)
- 1999 : Eat The Beat (Moon Ska Europe)
- 1999 : Rare & Fatty (re – issue / Moon Records)
- 2000 : The Singles Album (Crash Records)
- 2000 : Ska 'N B (réédition CD / DSS Records)
- 2000 : Magnetism : The Best of Bad Manners (Warner Music)
- 2000 : The Best, The Baddest And The Ugliest (Ceresco)
- 2000 : Buster Bloodvessel's Bad Manners (Time Music)
- 2000 : Ska Party (Platinum Records)
- 2000 : Bad Manners (GFS)
- 2000 : Special Brew (Harry May Records)
- 2001 : Anthology (Eagle)
- 2002 : Best of Bad Manners Live (Pegasus)
- 2003 : Oi Our Greatest Hits (Blitz)
- 2003 : Bastards (Culture Press)
- 2003 : All Favourites (Brilliant Records)
- 2004 : Bad Manners 15 Years Jubilee Edition (CD Box set, Pork Pie)
- 2004 : Bad Manners Box Set Collection (10 Themed Albums / Bad Records)
- 2005 : Special Brew: The Platinum Collection (Warner Platinum)
- 2005 : Bad Manners Live! (Crown)
- 2005 : Feel Like Jumping: Greatest Hits Live! (Sanctuary Records)
- 2006 : Can Can (Digipak) (Snapper Music)
- 2007 : Stupidity (SOS Records)
- 2008 : Walking In The Sunshine: The Best of Bad Manners (Warner Music UK / Demon Music Group)
- 2011 : Bad Manners (Replay)
- 2011 : The Bad Manners Collection (Marathon / OMP)
- 2011 : Can Can (Vanilla / OMP)
- 2011 : Special Brew (Vanilla / OMP)
- 2011 : Short But Sweet (Dave Cash Collection / OMP)
- 2011 : Ska 'n' B (réédition CD / Cherry Red Records)
- 2011 : Loonee Tunes! (réédition CD / Cherry Red Records)
- 2011 : Gosh It's... Bad Manners (réédition CD / Cherry Red Records)
- 2011 : Forging Ahead (réédition CD / Cherry Red Records)
- 2011 : The Best Cover Album (Ska In The World)
- 2013 : This Is Ska ! (réédition CD / Cherry Red Records)
- 2013 : Eat The Beat (réédition CD / Cherry Red Records)
- 2013 : Return of The Ugly (réédition CD / Cherry Red Records)
- 2013 : Heavy Petting (réédition CD / Cherry Red Records)
- 2013 : Rare And Fatty (réédition CD / Cherry Red Records)